# Bóng đá nữ Ả Rập Xê Út
Liên đoàn bóng đá Ả Rập Xê Út (SAFF) được thành lập năm 1956 và gia nhập FIFA cùng năm đó. Tuy nhiên phụ nữ không nằm trong dự án Goals! mà nước này phối hợp với FIFA. Cho tới năm 2011, trong nội bộ liên đoàn đã có một nỗ lực nhằm lập ra các chương trình bóng đá nữ ở các trường đại học, với việc thu thập kinh nghiệm từ các liên đoàn nước khác trong đó có Mỹ, Đức, Brasil và Vương quốc Liên hiệp Anh. Liên đoàn cũng có những nỗ lực cải thiện chất lượng đội tuyển nam quốc gia Ả Rập Xê Út.
Vào năm 2006, câu lạc bộ bóng đá nữ King's United được thành lập và là đội bóng đá nữ đầu tiên ở nước này. Vào năm 2009, họ tập luyện ở Jeddah. Đội ban đầu được Hoàng tử Alwaleed bin Talal tài trợ nhưng do phải đối mặt với sự theo dõi quá sát sao từ giới truyền thông, ông buộc phải từ bỏ sự ủng hộ của mình vào năm 2009. Năm 2012, đội tập luyện ba tuần một lần và phải tránh tầm mắt của nam giới khi mặc áo bóng đá ngắn tay và quần đùi. Đội được huấn luyện bởi Reema Abdullah, người đồng thời cũng là tiền đạo của đội. Đội gồm 35 cầu thủ trong độ tuổi 13 tới 35. Các đội bóng nữ khác cũng được thành lập ở các thành phố Riyadh và Dammam và một giải đấu được tổ chức vào năm 2008,với bảy đội thi đấu và đội chiến thắng là King's United. Trận đấu bóng đá nữ đầu tiên diễn ra vào tháng 1 năm 2008 khi đội Đại học Hoàng tử Mohammad bin Fahd vượt qua Cao đẳng Al-Yamamah trên sân vận động Hoàng tử Mohamed bin Fahd trong một trận đấu phải giải quyết bằng luân lưu với khán giả hoàn toàn là phụ nữ. Cầu thủ của trận đấu là thủ môn của đội Cao đẳng Al-Yamamah. Vào tháng 3 năm 2009, một trận bóng đá nữ từ thiện được tổ chức giữa một đội mang tên "Đại học" và một đội mang tên "Barcelona" với khán giả là 400 nữ cổ động viên. Đội Đại học thắng 2-1 và nhận 81.000RS (21.598 đôla Mỹ) nhằm chuyển cho những người tàn tật ở miền đông vương quốc.
Tính đến  năm 2006, không có dữ liệu về số cầu thủ nữ ở Ả Rập Xê Út. Vào năm 2006, các nước Bắc Âu phản ứng trước việc chính quyền Ả Rập Xê Út cấm phụ nữ xem trận đấu giữa đội tuyển bóng đá quốc gia Ả Rập Xê Út và đội tuyển bóng đá quốc gia Thụy Điển. Vào năm 2008, tác giả Gary Brecher cho rằng tình thế của bóng đá nữ ở Trung Đông đang gặp thời trước làn sóng tự do và dân chủ trong khu vực. Một giải đấu thể thao trường học toàn nữ được tổ chức tại Đại học Effat vào năm 2010. Giải bị chính quyền Saudi thẩm tra vì, theo Ahmed al-Zahrani, giám đốc Sở Giáo dục Nữ sinh Jeddah, đất nước không có "bất kỳ luật lệ nào nói rằng các trường nữ sinh được phép tổ chức các lớp thể thao hay tập luyện thể thao". Vào năm 2011, bóng đá nữ được xem là cách để chiến đấu với sự gia tăng tỉ lệ béo phì ở nước này.

## Đội tuyển quốc gia
Đội tuyển nữ Ả Rập Xê Út sẽ là đội tuyển bóng đá nữ quốc gia đại diện cho Ả Rập Xê Út trên đấu trường quốc tế. Tuy nhiên, đội tuyển chưa được thành lập vì ảnh hưởng của các nhà lãnh đạo tôn giáo cũng như sự phân biệt đối xử có hệ thống đối với thể thao cho phái nữ ở quốc gia Tây Á này. Các áp lực dư luận quốc tế đã được đưa ra nhằm yêu cầu quốc gia này cử ra một đội tuyển nữ, trong khi FIFA đã cho phép phụ nữ mặc hijab khi thi đấu. Một cuộc gặp tại Trường Cao đẳng Quản trị Kinh doanh ở Jeddah có thể xem là bước đầu tiên trong việc thành lập một đội tuyển.
Vào năm 2008, do ảnh hưởng của các nhà lãnh đạo tôn giáo ở đây, việc tạo ra một đội tuyển nữ được FIFA công nhận bị luật pháp cấm tiệt.
Việc phát triển bóng đá nữ và cơ hội để có một đội tuyển nữ quốc gia bị cản trở bởi sự phân biệt đối xử có hệ thống mà tất cả môn thể thao nữ phải tuân theo tại đây. Người đứng đầu Ủy ban Olympic Ả Rập Xê Út Nawaf bin Faisal từng nói rằng ủy ban sẽ "không ủng hộ cho phụ nữ tham gia thể thao vào thời điểm này". Vào tháng 11 năm 2011, Ahmad Eid Al-Harbi, phó chủ tịch Ủy ban Hiện trạng Cầu thủ của Liên đoàn Bóng đá Ả Rập Xê Út, nói về sự thành lập một đội tuyển nữ: "Xã hội Ả Rập Xê Út là một xã hội rất bảo thủ, ngay cả đối với các câu lạc bộ của nam. Không ai có thể tưởng tượng được rằng con gái họ sẽ như thế nào khi mặc quần đùi chơi bóng đá trước hàng vạn người." Các nhà lãnh đạo thể thao nước này tổ chức một hội nghị giữa năm 2011 tại trường Cao đẳng Quản trị Kinh doanh ở Jeddah để thảo luận về thể thao nữ và khả năng tham gia của phụ nữ trong thành phần đội tuyển thể thao Olympic Ả Rập Xê Út. Họ lấy cảm hứng từ hình mẫu của bảy quốc gia Ả Rập khác đã có cho riêng mình các đội tuyển bóng đá nữ quốc gia. Ủy ban Olympic quốc gia và Đại sứ quán Ả Rập Xê Út ở Luân Đôn thông báo vào năm 2012 rằng phụ nữ sẽ được cho phép tham gia Thế vận hội Mùa hè 2012 nếu được ban tổ chức mời chính thức.
Cũng trong năm 2012, SAFF cũng phản ứng về việc IFAB (Ban Bóng đá Quốc tế) cho phép phụ nữ tham gia nếu họ đeo hijab thi đấu bởi nếu người Saudi tranh cãi thành công để hijab không được cho phép trong thi đấu, điều đó sẽ giúp họ bớt cô lập hơn khi các nước Ả Rập sẽ bớt khả năng tham dự Giải vô địch bóng đá nữ U-17 thế giới 2012.